# Sassacus lirios
Sassacus lirios là một loài nhện trong họ Salticidae.
Loài này thuộc chi Sassacus. Sassacus lirios được Richman miêu tả năm 2008.